# Voyage de Pierre Ier le Grand en Europe occidentale (1716-1717)

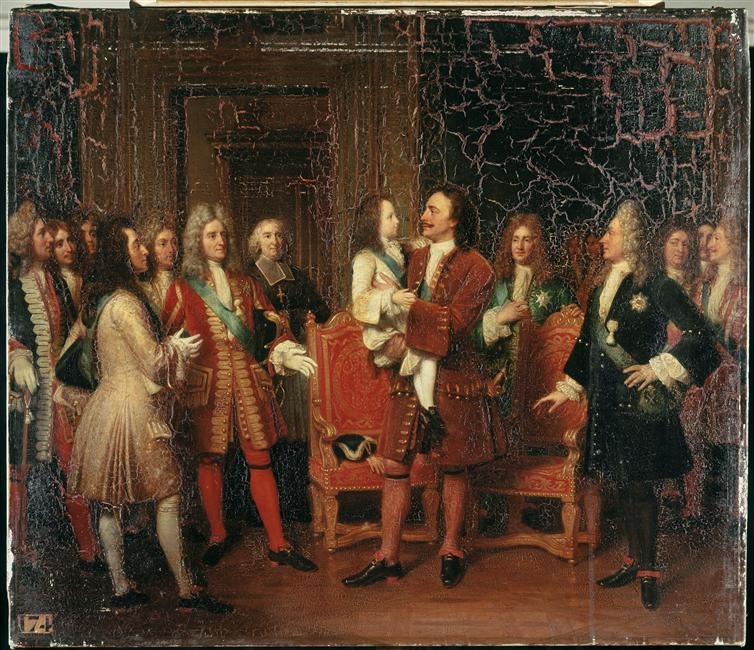
Pierre Ier et Louis XV

Le second voyage de Pierre le Grand en Europe occidentale a lieu de 1716 à 1717. Dix-huit ans après la Grande Ambassade, le tsar Pierre Ier est à l'apogée de son règne ; il a détruit la puissance suédoise à Poltava en 1709 et règne en maître sur l'Europe orientale depuis sa nouvelle capitale de Saint-Pétersbourg.

## Contexte

### Une Europe en guerre
Depuis 1700, une coalition initialement formée du Danemark-Norvège, de la Pologne-Lituanie, de la Saxe et du tsarat de Russie affronte l'empire suédois du jeune roi Charles XII au cours d'un conflit majeur appelé la grande guerre du Nord. Après une série de revers initiaux, les Russes écrasent finalement les Suédois à la bataille de Poltava, le 8 juillet 1709. Cette défaite est catastrophique pour la Suède, qui ne parvient pas à s'en remettre et perd du terrain au cours des années suivantes. Cependant la guerre continue.
Pierre Ier cherche des amitiés à l'Ouest. En 1714, la guerre de Succession d'Espagne se termine et de plus, en Grande-Bretagne, une nouvelle dynastie — la maison de Hanovre — s'installe au pouvoir en la personne de George Ier. Ce changement dynastique ouvre une possibilité d'alliance à la Russie car le roi George est également électeur de Hanovre, un état du Saint-Empire romain. Les deux souverains pourraient s'entendre au bénéfice mutuel de la Russie et du Hanovre.

### Le traité anglo-russe de 1715
En novembre 1714, Pierre envoie le prince Boris Ivanovitch Kourakine à Londres. Kourakine est un diplomate expérimenté, polyglotte (il parle français et italien) et très respecté en Occident. Il connait la cour britannique pour avoir séjourné auprès de la reine Anne et a représenté son pays au congrès d'Utrecht en 1713, en tant qu'observateur. Le prince a comme mission de faire avancer la cause russe à la cour britannique afin d'obtenir l'annexion de la Livonie et de Riga par un traité international tout en dénigrant le roi Auguste II de Pologne qui convoite les mêmes territoires. 
Kourakine, qui dispose d'une enveloppe de 200 000 florins, n'est pas avare de pots de vin et argumente finement pour convaincre ses interlocuteurs. Il soutient que l'instabilité politique de la Pologne-Lituanie désorganiserait le port de Riga si celui-ci venait à tomber entre des mains polonaises, au détriment bien sûr des intérêts marchands britanniques. En revanche, en échange d'un soutien aux annexions russes, le tsar serait disposé à signer un nouveau traité commercial très favorable à la Grande-Bretagne. 
Le roi George est intéressé mais désire surtout mettre fin au blocus suédois en mer Baltique qui perturbe le commerce dans la région et provoque d'importantes pertes financières que la Suède refuse de compenser. L'idée d'une alliance défensive est adoptée par les deux parties, mais il reste l'obstacle du Parlement de Westminster à franchir. En effet, en vertu de l'Act of Settlement de 1701, celui-ci doit approuver tout acte militaire qui ne relève pas de la sécurité du royaume et cette idée d'alliance avec une puissance lointaine ne l'enchante pas, au grand dam du roi et du prince Kourakine.
Le ministre hanovrien Andreas Gottlieb von Bernstorff (en) suggère alors de faire intervenir son électorat dans les discussions. Le Hanovre apportera une aide militaire à la Russie en échange de l'annexion de l'état de Brême-et-Verden. Le tsar accepte et s'empresse d'obtenir l'accord de son allié danois contre une forte somme d'argent. Le Danemark et le Hanovre deviennent formellement alliés par le traité de Berlin en mai 1715. Pierre assiste à l'arrivée des navires hanovriens à Réval, ce qui réveille chez lui son amour de la technique et de l’ingénierie.
Kourakine continue à négocier avec George le soutien de la Grande-Bretagne pour les annexions russes mais ce dernier, qui veut préserver la relation de son royaume avec le roi Auguste II de Pologne qui est aussi électeur de Saxe, s'y refuse. En tant qu'électeur de Hanovre, cependant, il bénéficie de l'appui de la Prusse et se montre moins réservé. Le 28 octobre 1715, Karoukine revient à la charge avec une convention aux contours flous, qui se contente de dire que George Ier et Pierre Ier défendront chacun les intérêts de l'autre dans la mesure du possible. Le tsar signe ; les Anglais, après un refus initial d'ordre protocolaire, en font de même. Ce traité passe à la postérité sous le nom de traité de Greifswald (en).

### L'incompréhension des alliés
À la fin de l'année 1715, Pierre se prépare à porter l'estocade à Charles XII en Suède. Il s'entretient avec le résident hanovrien à Saint-Pétersbourg, Friedrich Christian Weber, pour obtenir l'aide de George Ier, lui rappelant le traité les liant. George accepte de rencontrer le tsar. 
Dans le même temps, Pierre décide de marier sa nièce Catherine Ivanovna au duc Charles-Léopold de Mecklembourg-Schwerin. Comme dot, il prévoit de lui envoyer une armée pour l'aider à prendre aux Suédois les places de Warnemünde et de Wismar, dans l'espoir de faire de la région un poste avancé pour l'invasion de la Suède. Une alliance militaire et un traité commercial entre la Russie et le Mecklembourg-Schwerin suivraient. La décision consterne ses alliés. Le tsar s'apprête à installer en toute légalité des soldats russes en Allemagne. L'empereur Charles VI s'oppose aux noces. Depuis Londres, George Ier fait part à Kourakine de son mécontentement de n'avoir pas été impliqué et de voir promises à Charles-Léopold deux villes qu'il convoite pour le Hanovre. À Berlin, le roi Frédéric-Guillaume s'inquiète de la tournure des événements.
La situation de Pierre s'est sérieusement compliquée. Déjà affaibli par la maladie, la dépression et le comportement rebelle de son fils et héritier Alexis Petrovitch, il risque maintenant de perdre tous ses alliés. Il décide d'aller lui-même convaincre les cours européennes de sa bonne foi.

## Le début du voyage

### La neutralisation de Danzig
Pierre Ier quitte Saint-Pétersbourg le 22 janvier 1716 pour Danzig où se trouve déjà l'état-major du generalfeldmarschall Boris Chérémétiev. Il y signe le traité de mariage et ses clauses militaires. L'union fera presque du duché de Mecklembourg-Schwerin un État vassal de la Russie, où les Russes bénéficieront des mêmes droits que les Allemands et pourront exercer librement leur culte orthodoxe. Les armées du tsar seront ravitaillées par le duché qui servira de base à l'attaque de la Suède. Le duc Charles-Léopold y trouve son compte car l'alliance avec les Romanov lui permettra de faire rentrer sa noblesse, trop revendicatrice, dans le rang.
Le tsar s'installe à Danzig et y fait venir une partie de son gouvernement : le chancelier Gavriil Golovkine, le vice-chancelier Piotr Chafirov, son conseiller Piotr Tolstoï, son favori Pavel Iagoujinski, le général Vassili Dolgorouki et le diplomate Grigori Dolgoroukov (ru). Il invite Auguste II, roi de Pologne, grand-duc de Lituanie et électeur de Saxe, à venir le rencontrer pour discuter de la stratégie commune à adopter contre Charles XII de Suède. La délégation polonaise arrive le 3 avril.
Pierre demande à Auguste II d'obtenir la neutralité de Danzig, dont le principal partenaire commercial reste la Suède. Devant l'échec de ce dernier, la réaction de Pierre est immédiate et surprend les Polonais. Il fait cesser tout commerce dans la ville et lève de lourds impôts. Le 10 mai, un manifeste publié par Chérémétiev accuse les autorités locales d'irrévérence envers le tsar, contraignant ces dernières à négocier.

### La Prusse et le Danemark
Pierre Ier quitte Danzig pour Stettin où il rencontre Frédéric-Guillaume, roi en Prusse, le 17 mai. Les deux hommes parviennent à un accord : Wismar pourra être mecklembourgeoise à condition que ses fortifications soient rasées. Frédéric-Guillaume refuse d'entrer en guerre mais accepte que les troupes russes puissent passer sur ses terres en échange d'une forte somme d'argent.
Le tsar se rend ensuite à Altona, près de Hambourg. Il y négocie avec le roi Frédéric IV de Danemark et de Norvège du 28 mai au 3 juin. Le Danemark accepte les conditions russo-prussiennes concernant Wismar et confirme l'envoi de 24 000 hommes en Scanie où ils retrouveront 30 000 soldats russes. Dans le même temps, la Russie déclenchera une seconde invasion à partir des îles Åland. Ce plan audacieux ne pourra être réalisé que si la puissante marine royale suédoise est neutralisée et pour ça, Pierre et Frédéric IV ont besoin du soutien de la Grande-Bretagne.
Pourtant, le roi George continue à douter. Particulièrement irrité par le comportement du tsar, il faut des trésors d'imagination à Kourakine pour tenter de le convaincre de soutenir la cause russe. Il lui promet des avantages économiques immenses et le titre de « nation la plus favorisée » pour la Grande-Bretagne, en échange de la formation d'une quadruple alliance défensive réunissant leurs deux nations ainsi que le Danemark-Norvège et les Provinces-Unies. Dans le même temps, Kourakine mène une campagne de propagande anti-suédoise dans l'opinion publique britannique, avec l'espoir de peut-être faire basculer dans son camp la Chambre des communes. Fin mai 1716 pourtant, George envoie une escadre en mer Baltique sous les ordres de l'amiral Norris pour empêcher le Danemark d'attaquer la Suède. Il se méfie trop des ambitions de Pierre Ier qui ignore ses demandes répétées d'évacuer l'armée russe d'Allemagne. Le 3 août, Frédéric IV de Danemark informe le prince Vassili Loukitch Dolgoroukov que l'action conjointe n'aura pas lieu. Les affaires de Danzig et du Mecklembourg sont en train de ruiner des années d'efforts diplomatiques. Pour beaucoup, Pierre est un « menteur » ou encore un « fourbe ».
Le tsar croit toujours qu'il pourra inverser le cours des événements. Il se rend à Bad Pyrmont, en Basse-Saxe, du 26 mai au 6 juin pour y suivre avec assiduité une cure contre ses problèmes de vessie. La tsarine Catherine et le baron Chafirov l'accompagnent. Pendant ces trois semaines, il parcourt avec curiosité la région, s'arrêtant dans presque chaque village pour se renseigner sur le mode de vie et l'alimentation des habitants. Il rencontre le philosophe Gottfried Wilhelm Leibniz avec qui il parle de mathématiques, de philosophie et de géographie. En évoquant ce dernier thème, Leibniz suggère à Pierre de lancer des expéditions vers l'est de son immense empire pour voir s'il ne serait pas possible d'atteindre l'Amérique par là, une idée qui reviendra au tsar vers la fin de son règne. Le philosophe est impressionné par Pierre Ier et déclare à son sujet : « je ne saurais assez admirer la vivacité et le jugement de ce grand prince ». Le tsar rencontre aussi l'architecte français Jean-Baptiste Alexandre Le Blond et souhaite l'inviter à Saint-Pétersbourg pour qu'il embellisse la ville.
En décembre 1716 il arrive à Amsterdam. Après quelque mois il visite Leiden, La Haye et Vlissingen.

## Pierre le Grand en France
Son inexpérience des subtilités de la diplomatie européenne commencent à coûter cher à Pierre qui se retrouve de plus en plus marginalisé dans le nouvel ordre continental qui émerge. Le rapprochement franco-britannique met en péril ses projets mais le tsar croit toujours en ses chances d'inverser le cours des événements et se met en route pour la France.
Après un séjour à Bruxelles (où une statue est érigée en l'honneur de son passage) au début du mois d'avril 1717, Pierre le Grand entre en France le 21 avril 1717 à Zuydcoote. Il est accueilli par Étienne de Liboy, un gentilhomme de la Maison du Roi qui le conduit à Dunkerque puis à Calais où il est reçu par le marquis de Nesle. Le tsar laisse une impression mitigée à Liboy qui écrit à Versailles que le monarque a « bien en lui-même quelques vertus, mais toutes sauvages » ; quant à sa suite, elle est « fort irrésolue et fort sujette à la colère ». Le 4 mai, neuf jours après leur arrivée, les Russes quittent Calais pour Paris en passant par Boulogne. À Abbeville, Pierre visite la manufacture des Rames. Après une étape à Beauvais, il arrive à Beaumont-sur-Oise le 7 mai à midi, où il est attendu par le maréchal de Tessé accompagné d'une escorte de cavalerie de la Maison du Roi et de carrosses royaux.
Le cortège impérial arrive à Paris le 7 mai 1717 dans la soirée par la porte Saint-Denis, un honneur réservé aux rois et aux hôtes de marque. À 21 h, il est au Louvre mais refuse d'y loger, trouvant que les anciens appartements d'Anne d'Autriche sont trop luxueux. Il se rabat sur l'hôtel de Lesdiguières qui était initialement destiné à sa suite. C'est là que dès le lendemain, il reçoit la visite de Philippe d'Orléans, le Régent, la première d'une série de rencontres entre les deux hommes. Au cours de ces entrevues, la supériorité du tsar, souverain en exercice, sur celui qui n'est que régent est mise en évidence par le protocole. C'est Pierre qui passe en premier les portes et il ne répond qu'à peine aux révérences de Philippe.
Le 10 mai, un lundi, le petit Louis XV rend à son tour une visite au tsar. Ce dernier s'avance jusqu'au carrosse, prend l'enfant dans ses bras et lui montre de nombreux gestes d'affection, à la surprise des Français.
Le lendemain, à 16 h, c'est Pierre qui se déplace aux Tuileries pour rencontrer Louis XV. Il passe ensuite la soirée au Palais-Royal avec Madame Palatine, la mère du Régent. 
Son extraordinaire curiosité l'éloigne vite des motifs diplomatiques qui l'ont amené et il laisse Kourakine et Chafirov parlementer avec le maréchal de Tessé qui représente le Régent. Les négociations s'enlisent vite car les intérêts des deux monarchies n'ont rien en commun. Tessé refuse tout accord avec la Russie sans participation de la Prusse : « nous n'entrons en société avec le tsar que par rapport au roi de Prusse puisque sans la Prusse le tsar nous en entièrement inutile » et n'est pas prêt à reconnaître les annexions russes autour de la Baltique. Les Russes, qui se montrent d'abord menaçants et se déclarent prêts à faire durer la guerre encore vingt ans si nécessaire, se ravisent et proposent à la France un accord commercial qui ferait d'elle la « nation la plus privilégiée » en échange de la reconnaissance des annexions. L'idée ne plaît pas car elle mettrait en péril les bonnes relations françaises avec l'Angleterre et les Provinces-Unies, principaux partenaires commerciaux de la Russie.